# Bin’an (köpinghuvudort i Kina, Heilongjiang Sheng, lat 45,84, long 127,76)
Bin'an (kinesiska: 宾安, Bin’an Zhen, 宾安镇) är en köpinghuvudort i Kina. Den ligger i provinsen Heilongjiang, i den nordöstra delen av landet, omkring 88 kilometer öster om provinshuvudstaden Harbin. Antalet invånare är 29 702. Befolkningen består av 14 715 kvinnor och 14 987 män. Barn under 15 år utgör 15,0 %, vuxna 15-64 år 77 %, och äldre över 65 år 7,0 %.
Runt Bin'an är det ganska tätbefolkat, med 144 invånare per kvadratkilometer. Närmaste större samhälle är Liuhe, 19,2 km norr om Bin'an. Trakten runt Bin'an består till största delen av jordbruksmark.
Genomsnittlig årsnederbörd är 853 millimeter. Den regnigaste månaden är juli, med i genomsnitt 166 mm nederbörd, och den torraste är januari, med 10 mm nederbörd.